# Muzeum Ikon w Warszawie

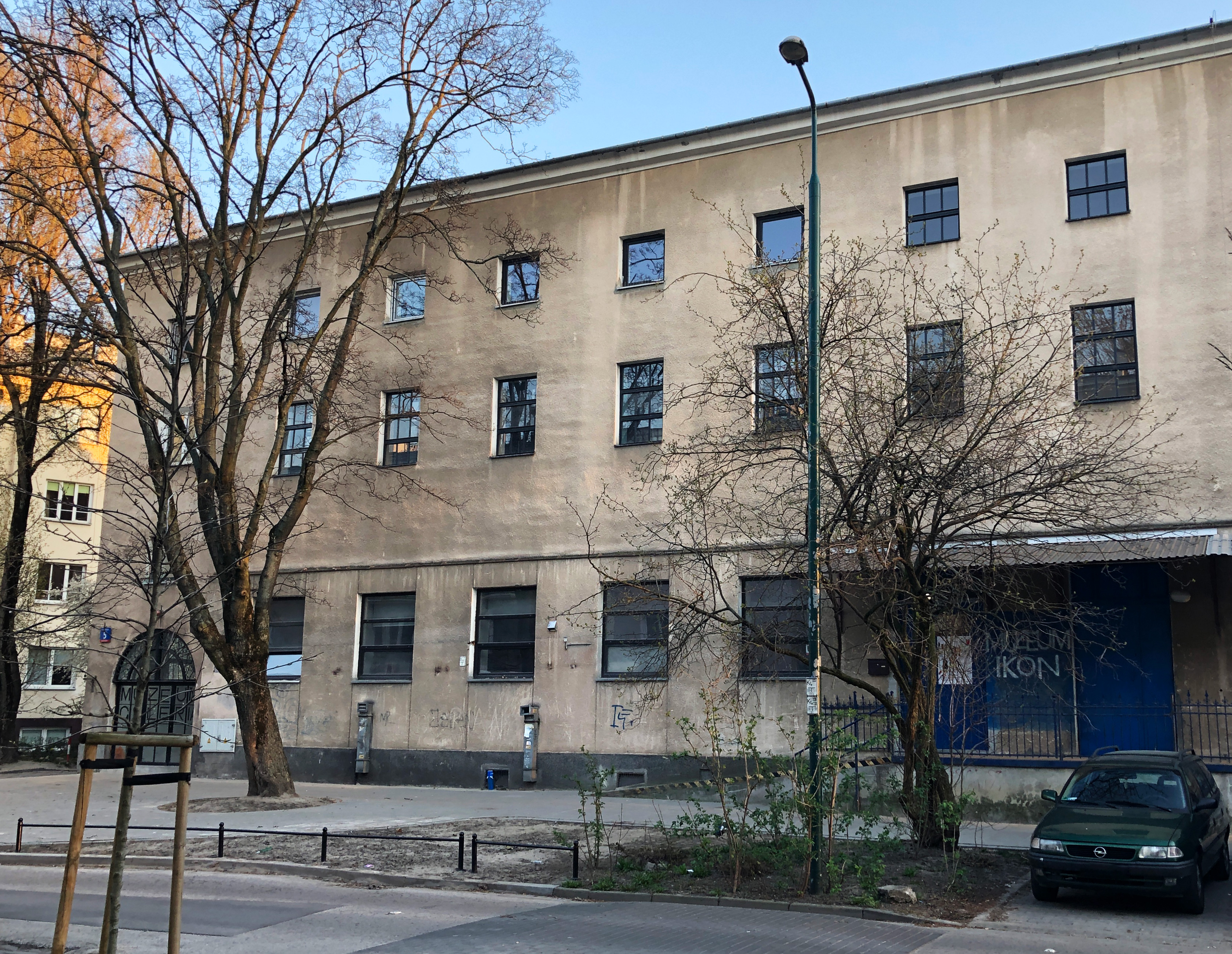
Budynek, w którym znajduje się Muzeum Ikon (2020)

Muzeum Ikon w Warszawie – muzeum ikon znajdujące się przy ul. Lelechowskiej 5 w Warszawie, w dzielnicy Ochota. Częścią muzeum jest kaplica św. męcz. arch. Grzegorza.

## Opis
Muzeum jest filią Muzeum Warszawskiej Metropolii Prawosławnej. Powstało z inicjatywy prawosławnego metropolity warszawskiego i całej Polski abpa Sawy oraz znawcy kultury obrządków wschodnich Michała Boguckiego.
Jest to pierwsza w Warszawie, a trzecia w Polsce po Sanoku i Supraślu, placówka muzealna tego typu. Powstała w budynku dawnej kotłowni. Autorami jej przebudowy i aranżacji wnętrz byli Michał Bogucki i Andrzej Markowski.
29 listopada 2011 wieczorem otwarcia muzeum dokonał prawosławny metropolita warszawski i całej Polski abp Sawa. Uroczystość poprzedził molebien „przed rozpoczęciem dobrego dzieła”, któremu przewodniczył ks. mitrat dr Henryk Paprocki, duszpasterz miejscowej parafii prawosławnej.
Muzeum składa się z dwóch części. Główna część to prawosławna kaplica św. męcz. arch. Grzegorza, gdzie oprócz stałych elementów wystroju cerkiewnego na ścianach i ikonostasie, znajdują się ikony autorstwa Grzegorza Zinkiewicza, ikony ze Studium Ikonograficznego w Bielsku Podlaskim, reprodukcje fresków Jerzego Nowosielskiego, a także projekty witraży Adama Stalony-Dobrzańskiego. 
Muzeum nie posiada ekspozycji stałej.
W latach 2012–2015 przy muzeum działała Akademia Ikony.